# Kostel svatého Cyrila a Metoděje (Molenburk)
Kostel svatého Cyrila a Metoděje je římskokatolický chrám v Molenburku, části obce Vysočany v okrese Blansko. Jde o farní kostel římskokatolické farnosti Vysočany u Blanska.

## Historie
Obec Vysočany má dvě části, a to Housko a Molenburk (ze kterých vznikla v roce 1964 obec Vysočany). Osada Housko je poprvé zmiňována roku 1371. Stával zde kostel, který byl roku 1437 vypálen husity a ještě ve druhé polovině 16. století byl pustý. Obec patřila do farnosti Protivanov, od roku 1784 do farnosti Sloup. Díky iniciativě věřících a sloupského faráře P. Aloise Wolfa byla roku 1864 zahájena výstavba kostela z prostředků farníků. Kostel byl vysvěcen roku 1873. Celkové náklady na výstavbu kostela dosáhly 40 000 zlatých, současně byla postavena také vedle kostela fara nákladem 5000 zlatých. V roce 1904 vznikl v kostele požár, který zničil schody na kazatelnu a na oratoř, shořely skříně s bohoslužebnými rouchy a s knihami.
Kostel prošel opravou v roce 1933, 1948 1964 a 1993. Generální opravu chrámu uskutečnila farnost v letech 2007 až 2012. Šlo o opravu střechy, truhlářských prvků (okna věžní, žaluzie, kulatá okénka, dveře v presbytáři a na kůru), fasády (ve dvou etapách oprava ve dvou etapách: 1. věž a boční ramena, 2. loď kostela a presbytář) a oken v presbytáři v celkové výši 6 milionů korun.

## Fotogalerie

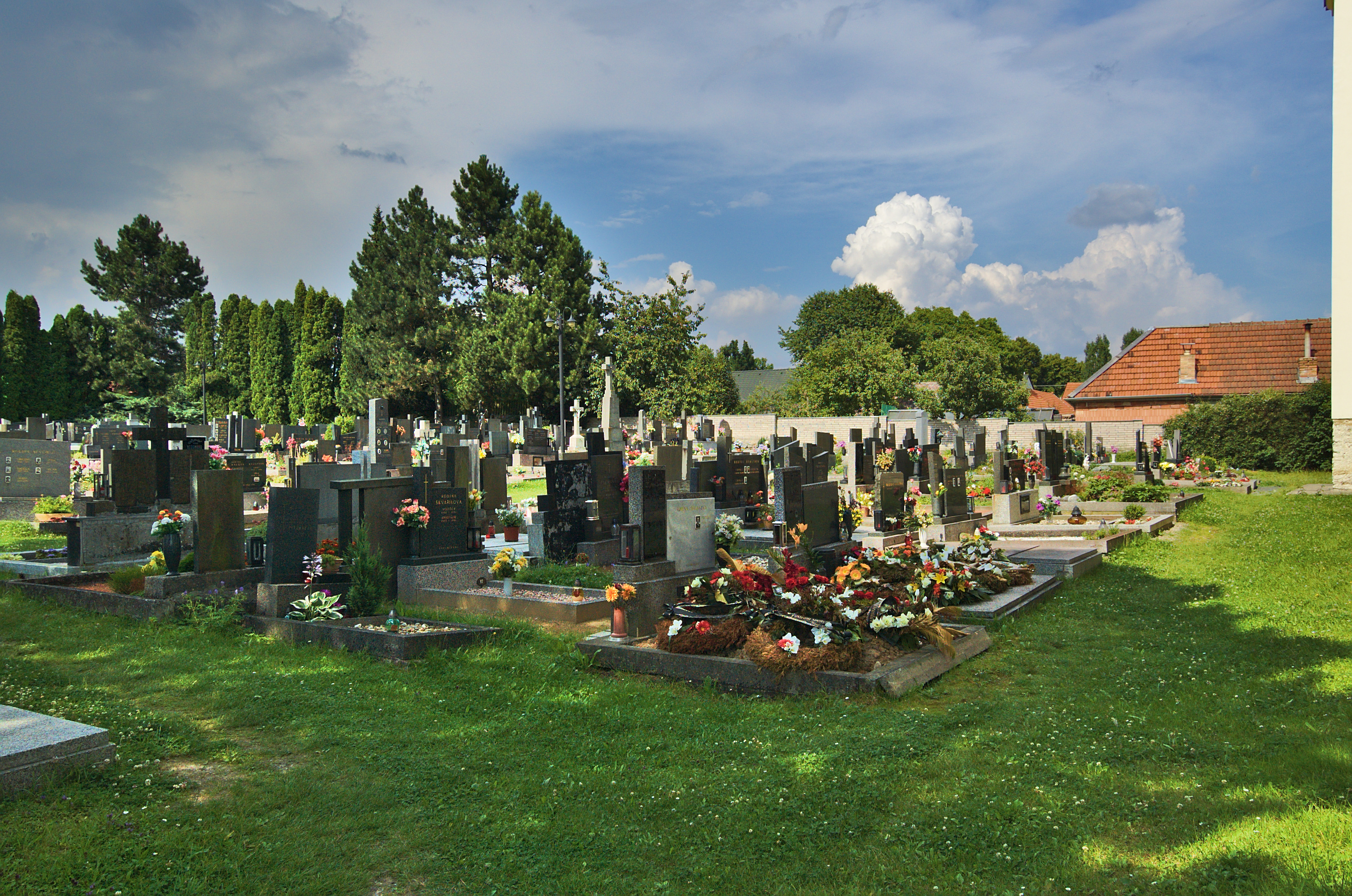
Hřbitov za kostelem
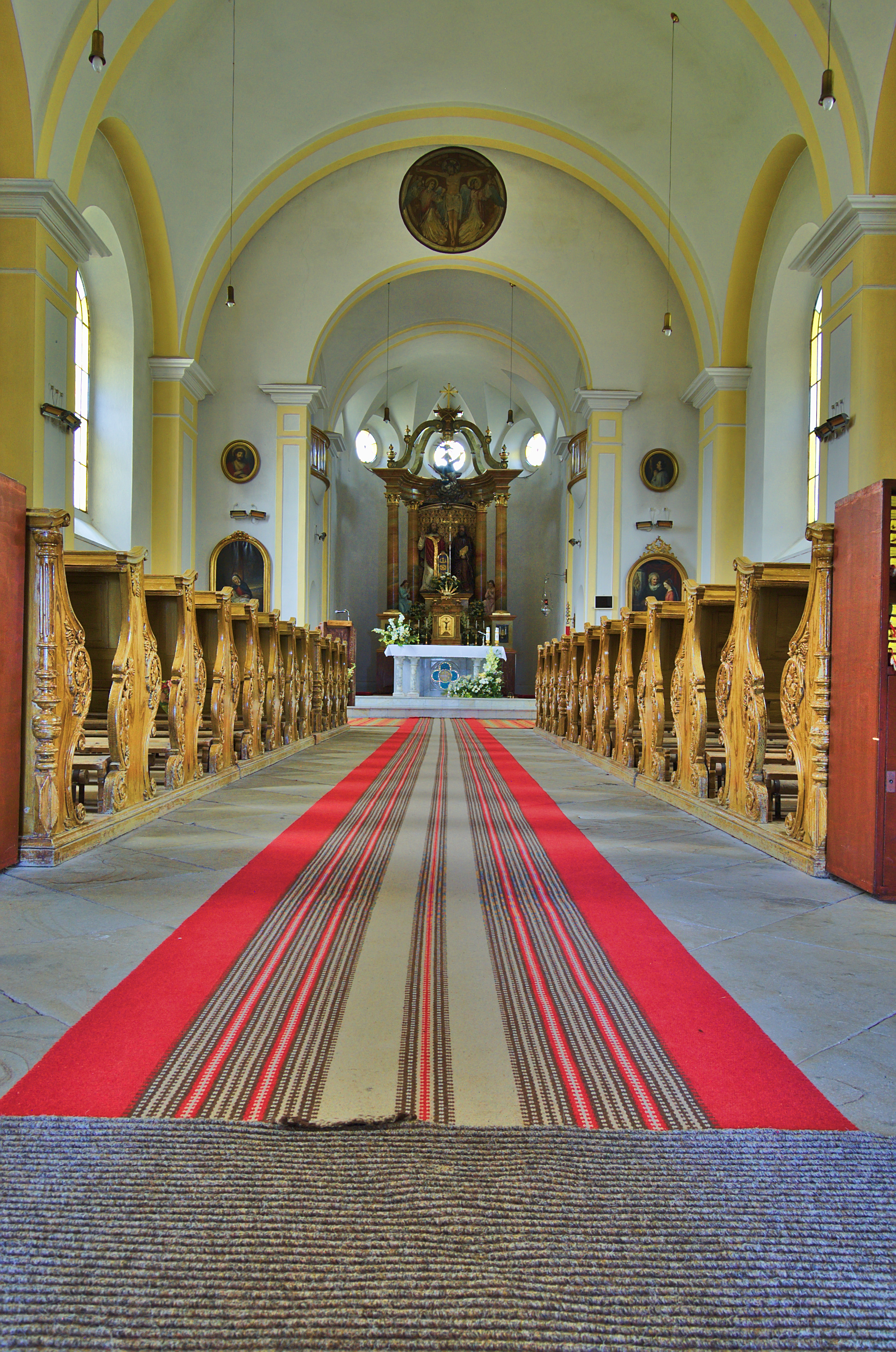
Interiér kostela
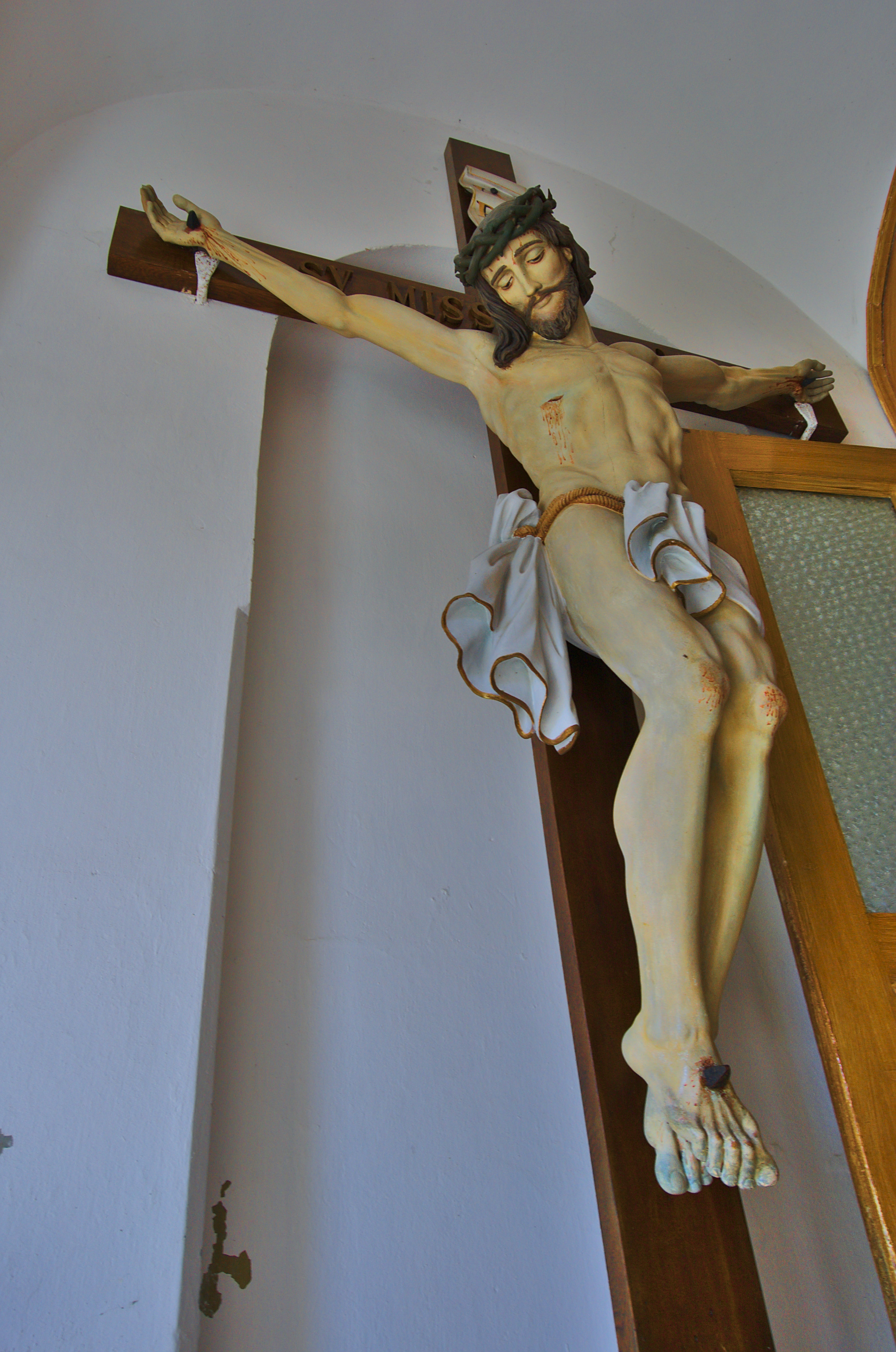
Ukřižovaný Ježíš ve vchodu do kostela